# Leocomia grisea
Leocomia grisea är en insektsart som beskrevs av Metcalf och Bruner 1925. Leocomia grisea ingår i släktet Leocomia och familjen spottstritar. Inga underarter finns listade i Catalogue of Life.